# 鹹豬肉
鹹豬肉是著名的客家小吃，流行於各地菜市場肉舖自製豬肉副食，鹹、油、香、辣，非常下飯，胃口大開能吃數碗大米飯。

## 古早味束脩
- 最早可追溯至2500年前春秋時代，孔夫子收學生，學費即是「束脩數條」，束脩就是鹹豬肉；也算山東孔府家宴。
- 在臺灣食用歷史，可追溯至1630年鄭芝龍大航海時代，船上皆攜帶鹹豬肉食用。

## 制法
- 取用豬五花肉，肥瘦適中條塊，裡外抹以花椒、大量鹽醃漬。

## 食譜
- 切作肉片，熱開水微燙去鹹，佐葱、嫩薑絲小酌幾杯配菜，人間美味。
- 切成肉片，鐵鍋燒熱，加入肉片用大火爆炒去除肉中多餘油膩，起鍋時佐以蒜苗、辣椒增加香氣。